# 巴普昂寺

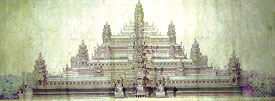
1889年法国画家作巴普昂寺原貌构想图

巴普昂寺是柬埔寨吴哥古迹之一，位于吴哥城内，巴云寺（巴戎寺）西北。巴普昂寺是11世纪中叶真腊国王优陀耶迭多跋摩二世（Udayadityavarman II） 建立的献给印度教湿婆神的国寺。:103

## 歷史
巴普昂寺是一座须弥山寺，由三层须弥台构成，底层须弥台东西方向长120米，南北方向长100米。三层须弥台基总高度为34米:376。宋代泉州市舶司提举赵汝适著于1225年的《诸蕃志》真腊条记载：“西南隅铜台上列铜塔二十有四，镇以八铜象”。所指的铜台就是巴普昂寺。1296年至1297年元朝周达观奉命随使团前往真腊。回国著《真腊风土记》。周达观在书中写道“金塔之北可一里许，有铜塔一座，比金塔更高，望之郁然。其北一里许国主之庐也”。金塔指巴云寺塔。铜塔指当时巴普昂寺中心的铜塔，原先的24座铜塔，23座已不知去向。巴云寺中心塔高45米，巴普昂铜塔应高50米，今也不存。15世纪后期，巴普昂寺改为佛寺，在第二层台基西边修建了一尊个70多米长9米高的卧佛，铜塔可能因此被拆除。巴普昂台基原建立在沙土上，由于它体积庞大，在建立卧佛时可能已经大部分坍塌了。
到20世纪，巴普昂寺已大半坍塌。1960年开始的修复工程又遭逢红色高棉上台，而告中断，记录著石头位置的纪录也遗失无踪。自1995年开始，由一组法国考古家帕斯卡爾·羅埃爾（Pascal Royère）为首的考古队又开始修复工作，於1996年啟動了第二個修復寺廟的企劃。該團隊又花了16年時間完成了被稱為「世界上最大的3D拼圖遊戲」。
2011年4月，經過51年的努力，巴普昂寺修復完成並正式重新開放。柬埔寨國王诺罗敦·西哈莫尼和法國總理弗朗索瓦·菲永在2011年7月3日的落成典禮上首次參觀了修復後的寺廟。

## 圖片

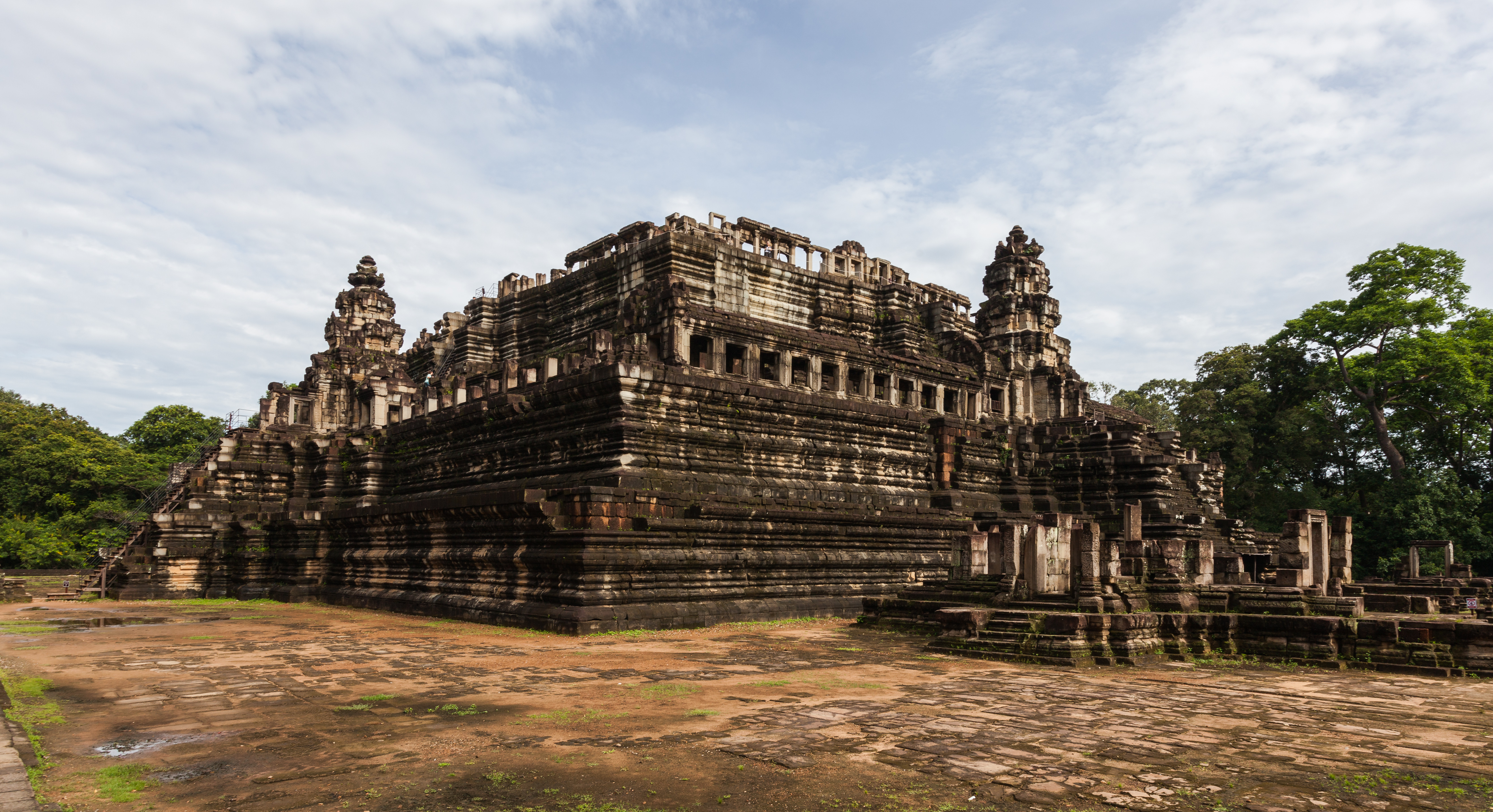
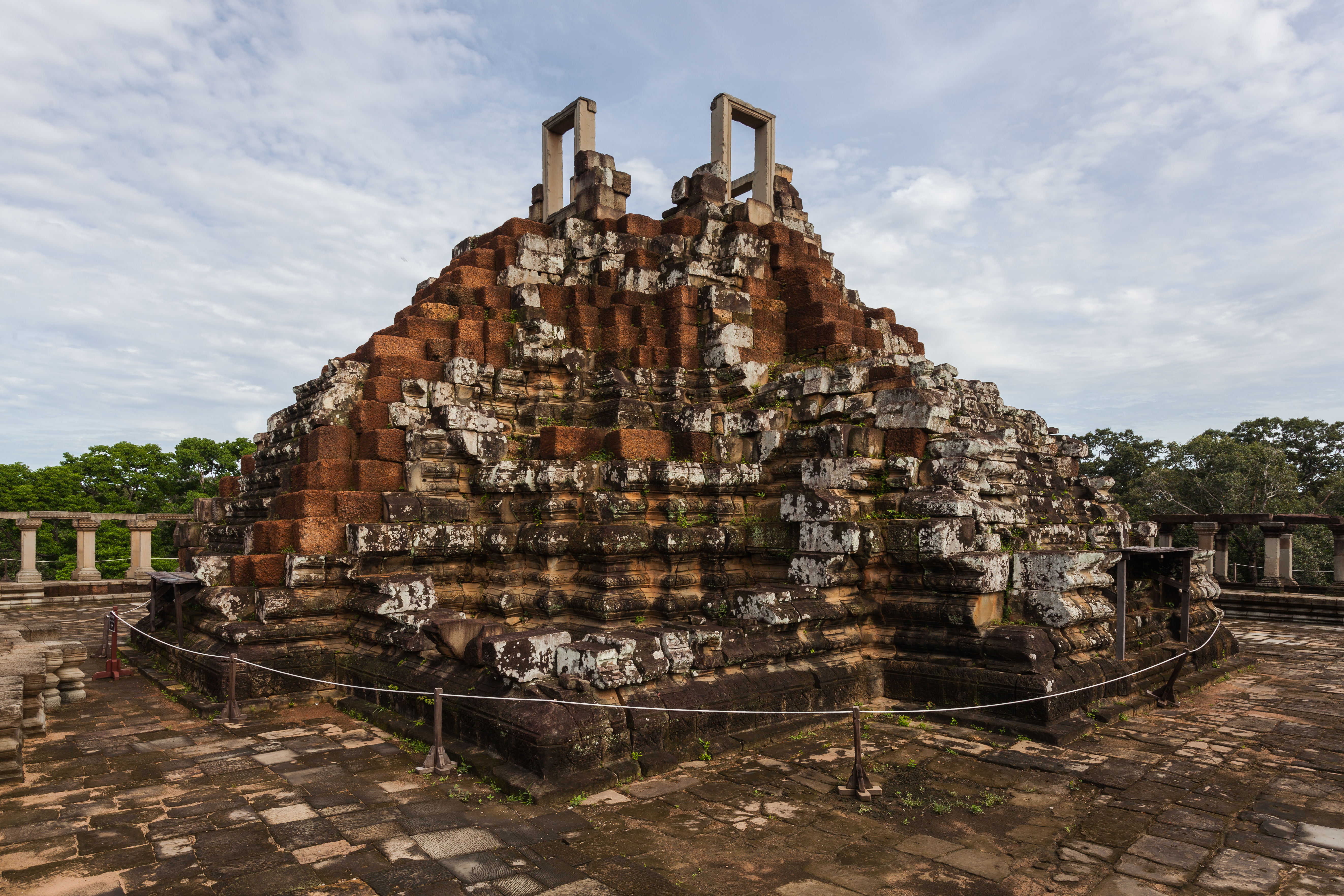
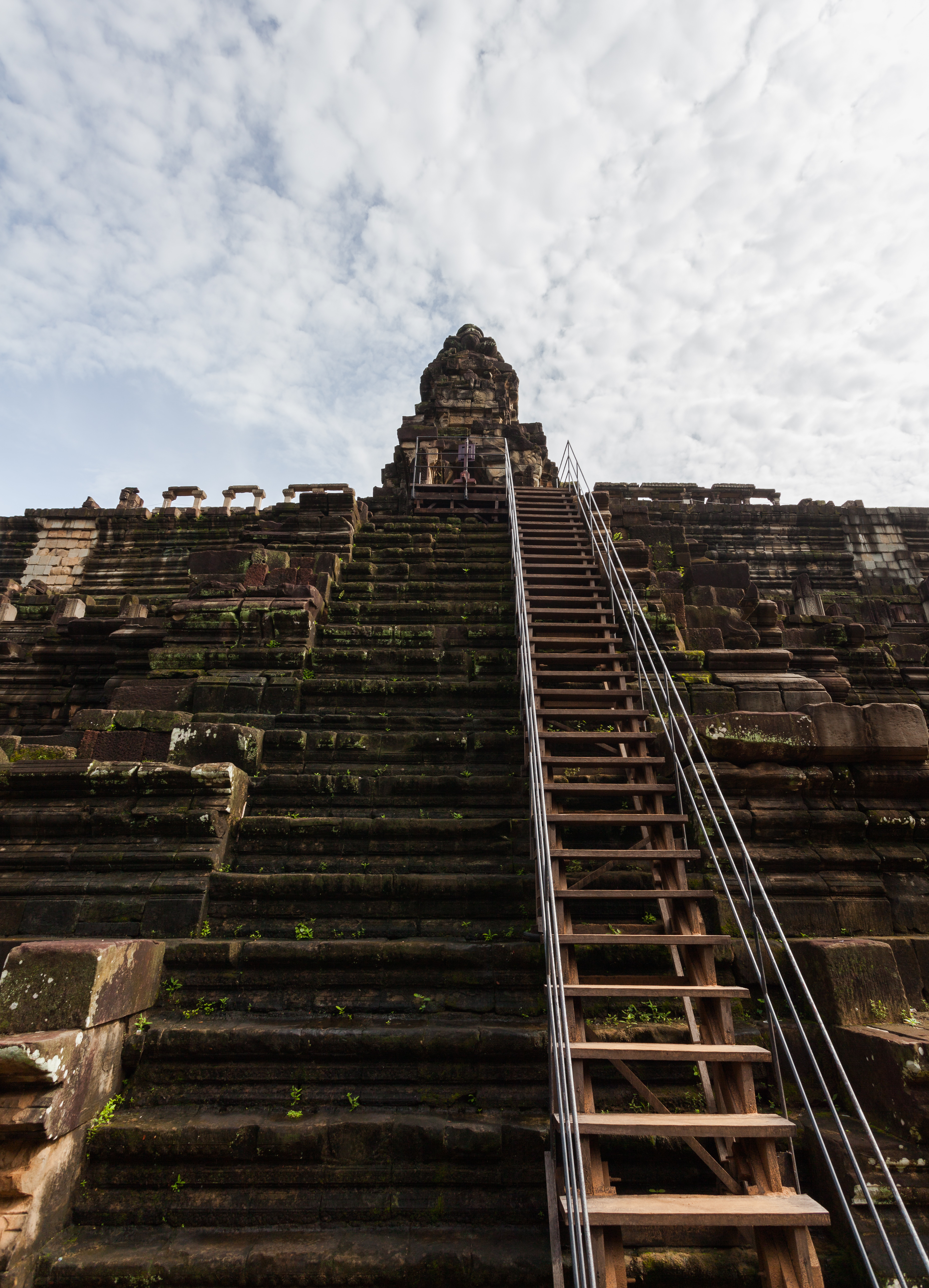
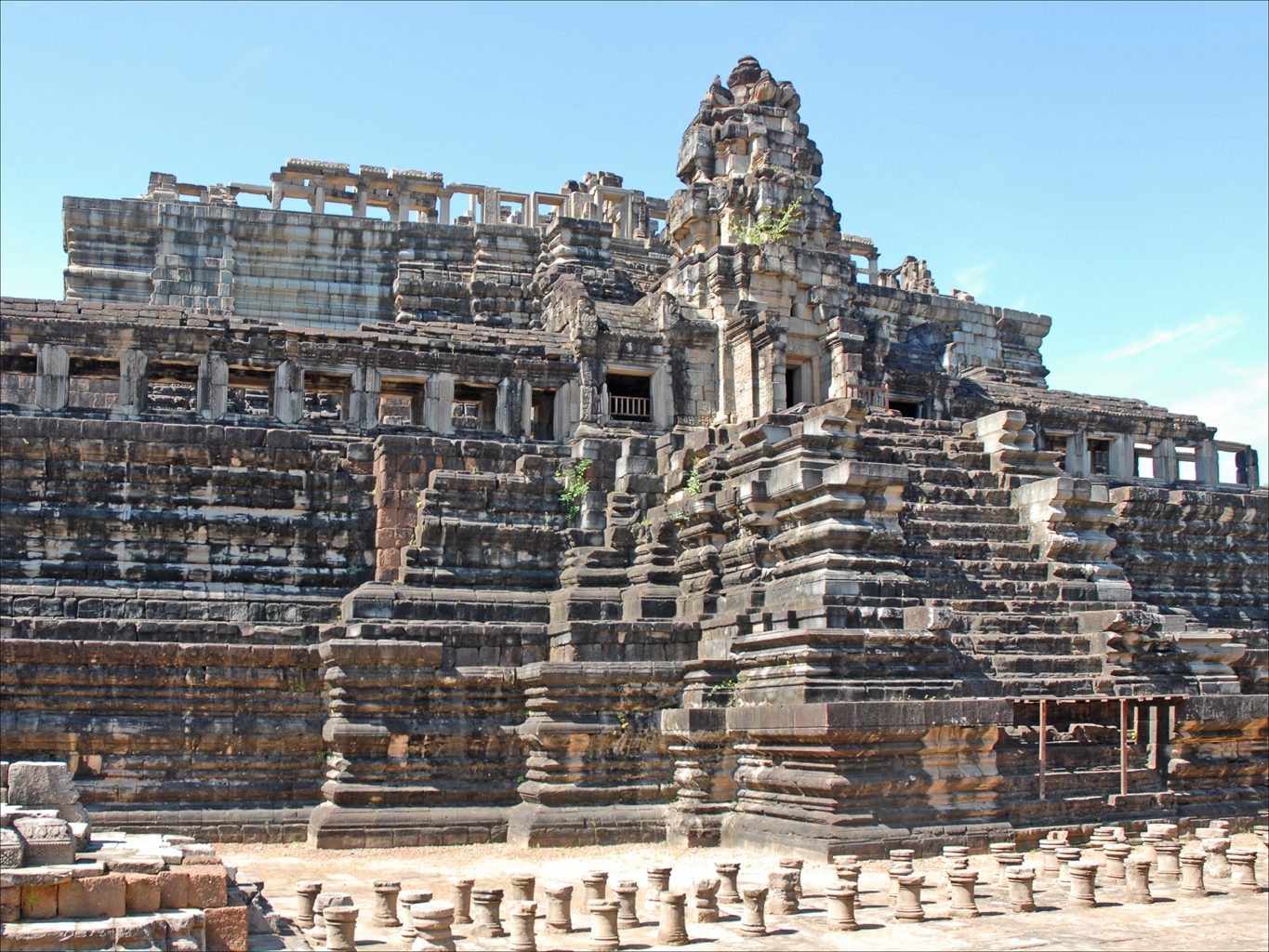
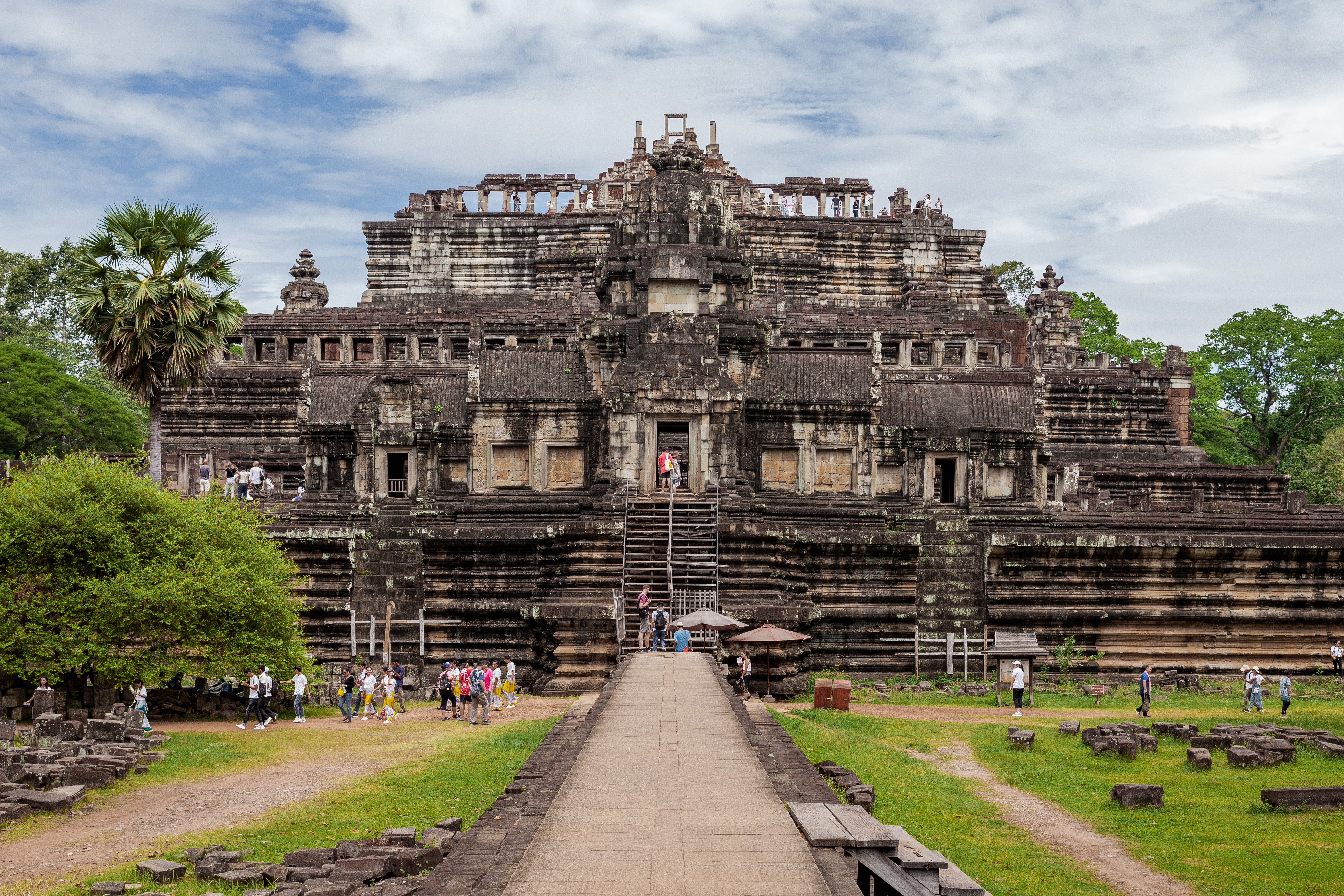
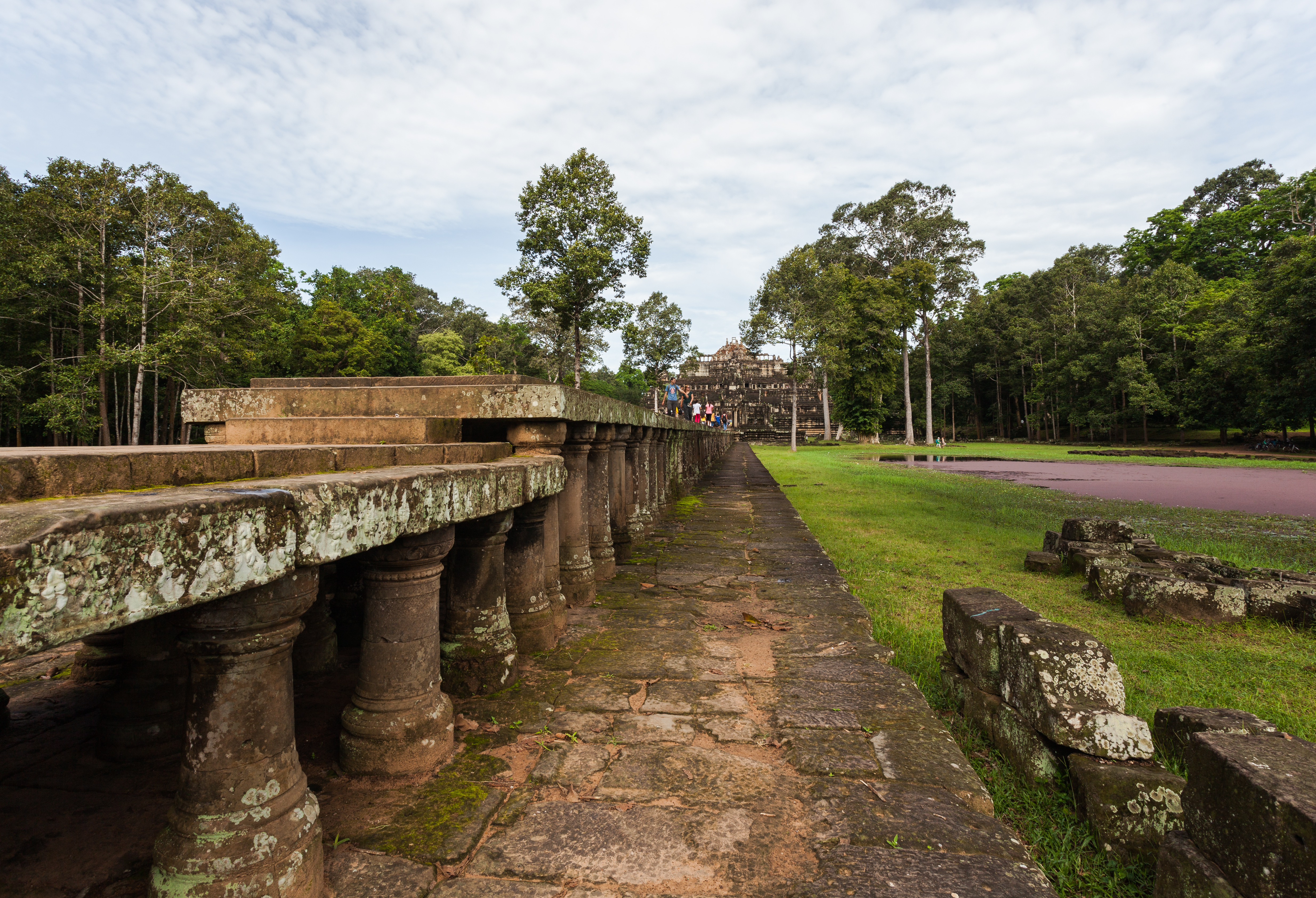
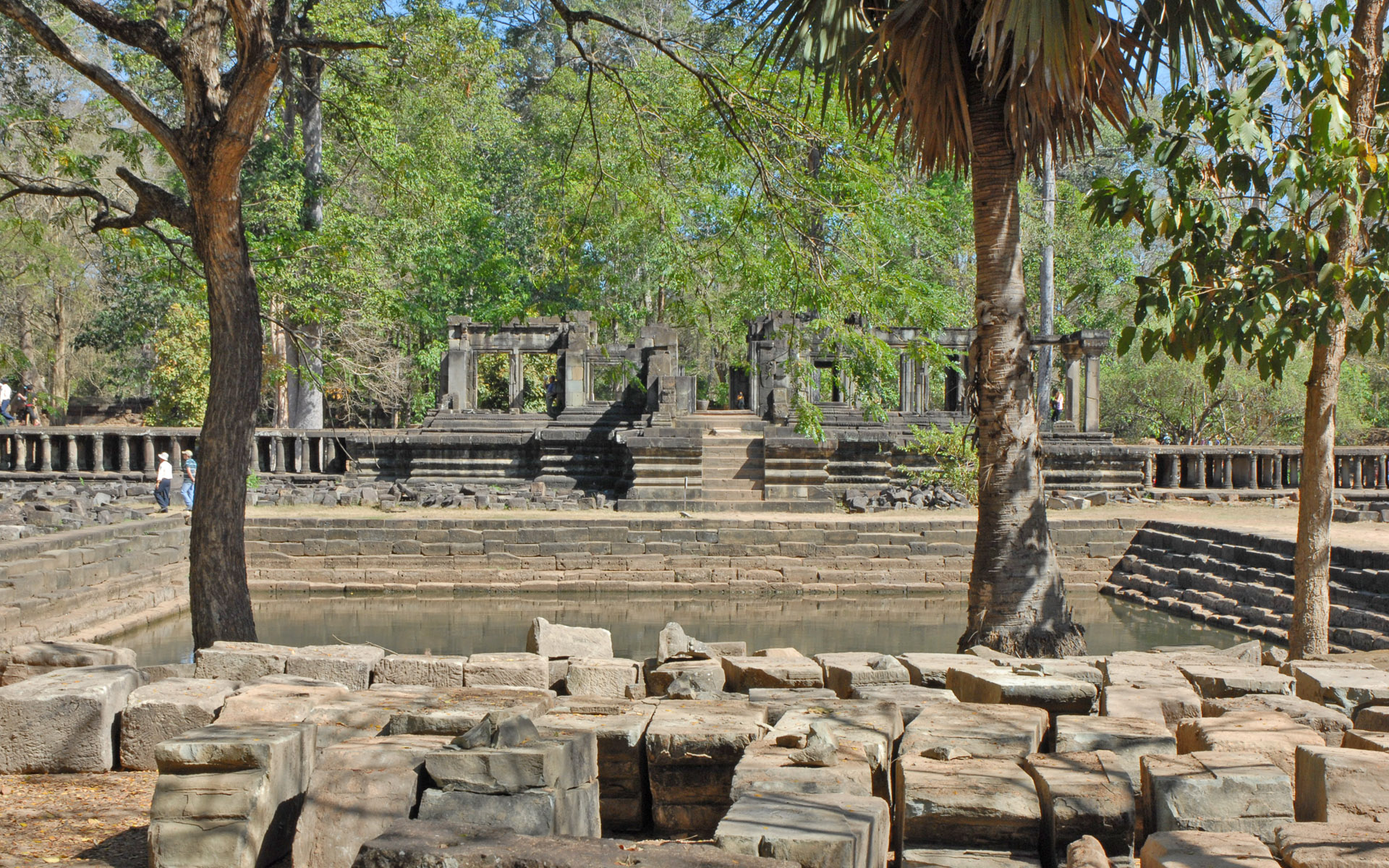
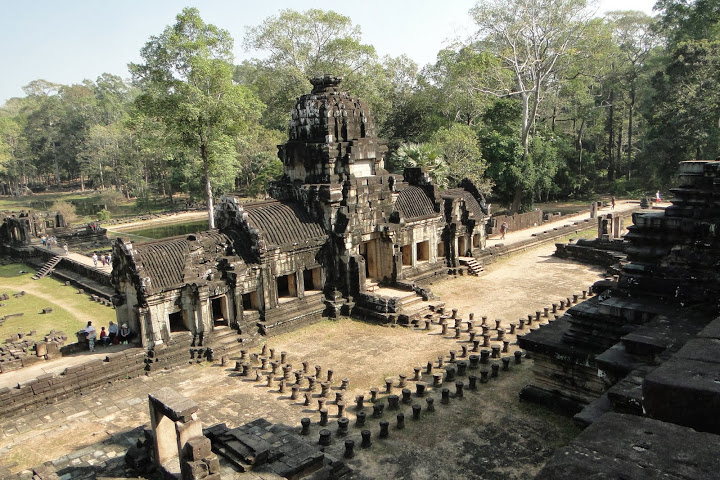
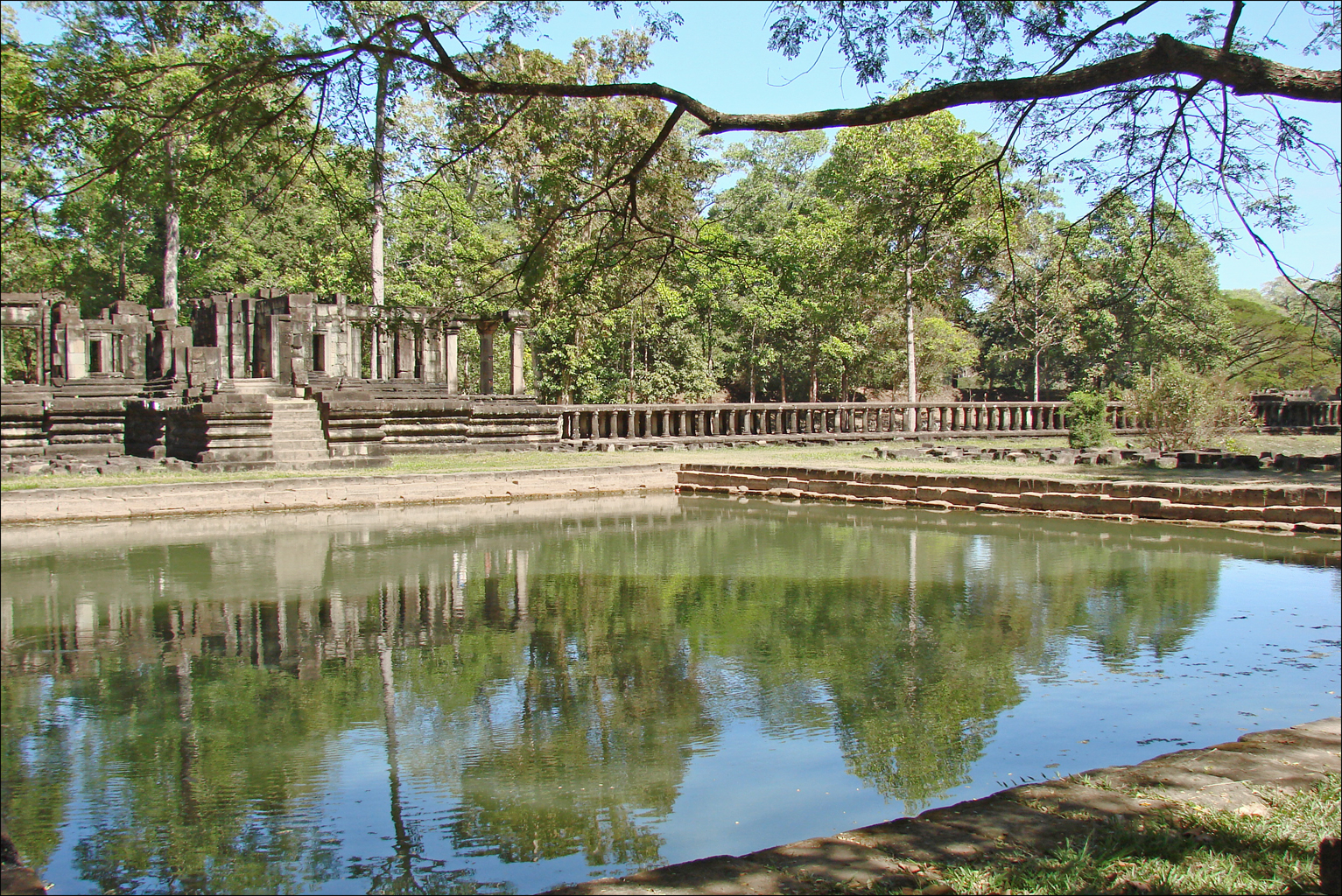
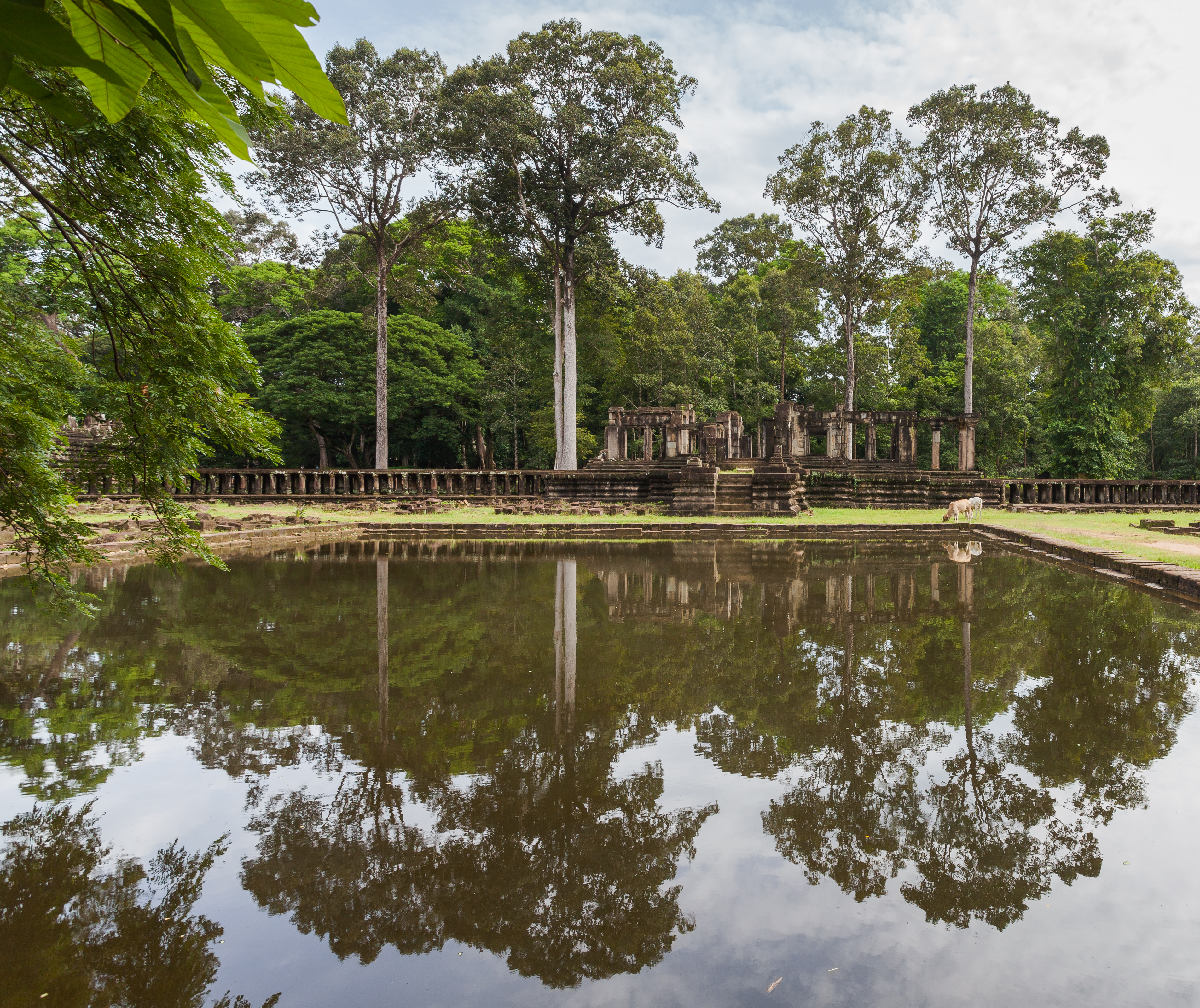
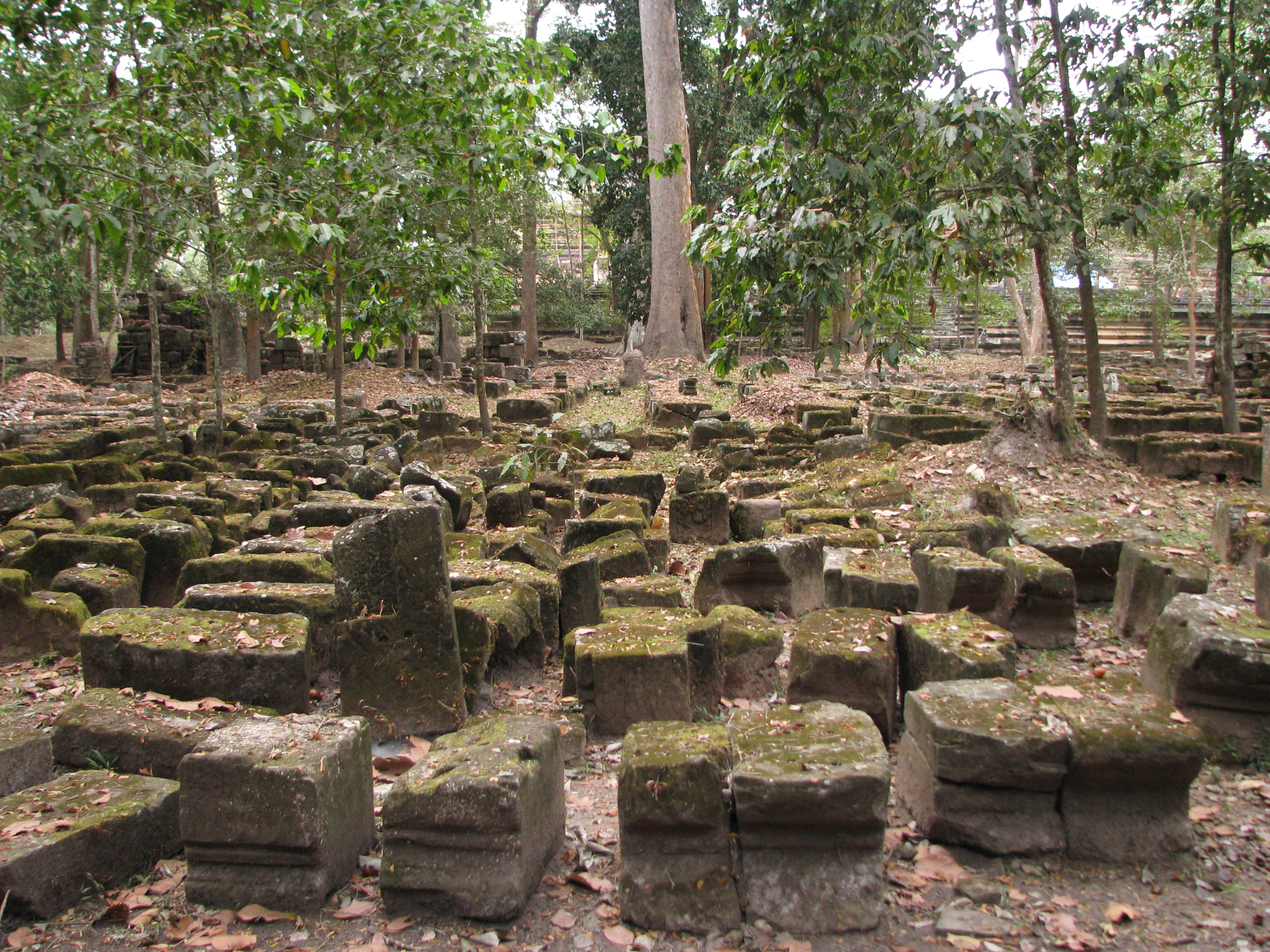
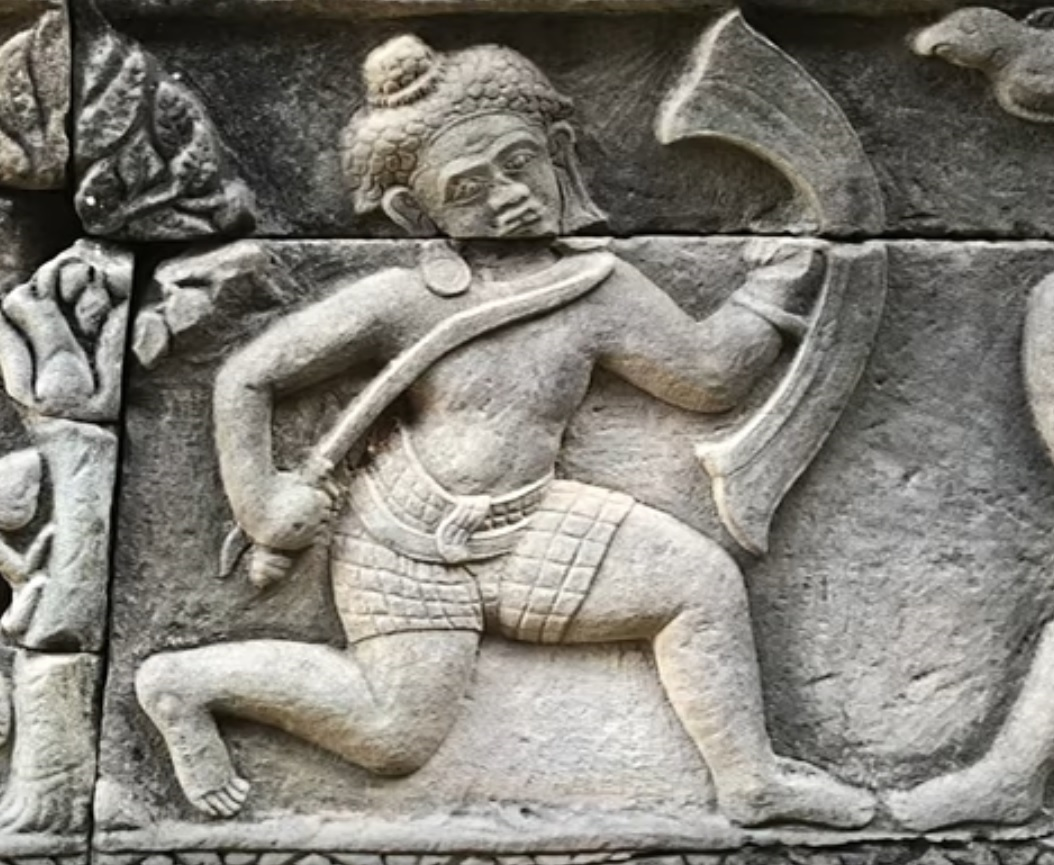
攜帶廓爾喀刀和盾的士兵畫像

## 另見
- 桑格拉瑪（英语：Sangrama）

## 外部連結
- BBC, Cambodia completes Angkor temple renovation 'puzzle' （页面存档备份，存于）. 3 July 2011.
- BBC World News — Angkor Temple Reopens to Public （页面存档备份，存于）
- Angkor-Guide.com — Baphuon from 'the Monuments of the Angkor Group' （页面存档备份，存于）
- Cambodiaonline.net — 'Picking up the Pieces' from The Cambodia Daily
- Baphuon Photo Gallery